# Mary Hemenway
Mary Porter Tileston Hemenway (* 20. Dezember 1820 in New York City, Vereinigte Staaten; † 6. März 1894 in Boston, Massachusetts) war eine US-amerikanische Philanthropin und Mäzenin.

## Leben und Wirken
Mary Porter Tileston war das älteste von neun Kindern des wohlhabenden britischen Händlers Thomas Tileston und dessen Frau Mary geb. Porter. Sie besuchte eine Privatschule in New York und beschäftigte sich vor allem mit Musik, der Bibel, Shakespeare und Hauswirtschaft, insbesondere dem Nähen.
Am 2. Juni 1840 heiratete sie den 15 Jahre älteren Augustus Hemenway (Edward Augustus Holyoke Hemenway; * 25. April 1805; † 16. Juni 1876), mit dem sie im Stadtteil Beacon Hill von Boston wohnte. Sie hatten vier Töchter Charlotte Augusta (1841–1865), Alice (1845–1847), Amy (1848–1911) und Edith (1851–1904) und einen Sohn Augustus Jr. (1853–1931). Augustus Hemenway hatte mehrere Gewerbe- und Wohnimmobilien in New York und Küstengrundstücke in Boston, ein Grundstück mit Kiefern in Maine, die in einem Sägewerk in Machias zu Bauholz verarbeitet wurden. Er war an Kupfer- und anderen Bergbauarbeiten in Chile beteiligt und betrieb eine Zuckerplantage von 2.500 Acres mit 160 Sklaven in Sagua la Grande auf Kuba. 1860 erlitt ihr Mann einen Nervenzusammenbruch und kam in ein Sanatorium, in dem er bis 1874 blieb. 1876 verstarb er während einer Reise nach Kuba in Sagua la Grande.
In der Zeit der Krankheit ihres Mannes begann Mary Hemenway mit ihrer philanthropischen Tätigkeit und dem Mäzenatentum. 1862 spendete sie dem Mount Auburn Cemetery 6.000 US-Dollar für den Bau eines Brunnens. Der Brunnen wurde bis spätestens 1866 fertiggestellt und erhielt den Namen „Alice’s Fountain“ nach der im Alter von zwei Jahren verstorbenen Tochter von Mary Hemenway, die als erste auf dem Hemenway-Areal des Friedhofs beerdigt wurde.
Mary Hemenway versorgte Bostoner Schulen mit Lehrern und Materialien für Nähkurse, um spätere Mitarbeiter der United States Sanitary Commission sachgerecht auszubilden. Zur Verbesserung der Bildungschancen für arme Kinder aus dem Süden unterstützte sie die 1871 unter Leitung von Amy Morris Bradley eröffnete „Tileston Normal School“ in Wilmington, North Carolina mit einer jährlichen Zuwendung von 5.000 US-Dollar. 1872 war sie eine der fünf Gründerinnen der „Women’s Education Association“ zur Verbesserung der Bildungschancen für Frauen. 1876 bewahrte sie durch eine Spende von 100.000 US-Dollar das Old South Meeting House vor dem Abriss durch die Stadtverwaltung. Sie gründete die Organisation „Old South Work“, die sich der Förderung der Geschichte widmete. 1880 erwarb sie ein Grundstück in Norfolk, Virginia und eröffnete dort die „Brambleton School“ für arme weiße Kinder. Sie unterstützte auch Schulen für Afroamerikaner, so das Tuskegee Institute von General Samuel C. Armstrong und das „Hampton Institute“ unter der Leitung von Booker T. Washington.
Sie unterstützte auch die American Unitarian Association. 1878 übergab sie ihr Sommerhaus in Milton als Waisenhaus „Hillside Home“ für Jungen. 1883 unterstützte sie die Gründung der „South End Industrial School“ in Roxbury, deren Vizepräsidentin sie 1885 wurde. 1886 unterstützte sie die Gründung der „Montana Industrial School for Indians“.
Ende der 1880er Jahre verlagerte sich ihr Schwerpunkt auf Ernährung, Gesundheit und Archäologie. Sie gründete die „Boston Normal School of Cookery“ zur Ausbildung von Lehrern für Kochkurse. Damit wollte sie sicherstellen, dass die Schüler an öffentlichen Schulen jeden Tag eine nahrhafte Mahlzeit erhielten. 1889 gründete sie die „Boston Normal School of Gymnastics“ zur Ausbildung von Sportlehrerinnen, die von Amy Morris Homans geleitet wurde und an der der Sportpädagoge Nils Posse unterrichtete.

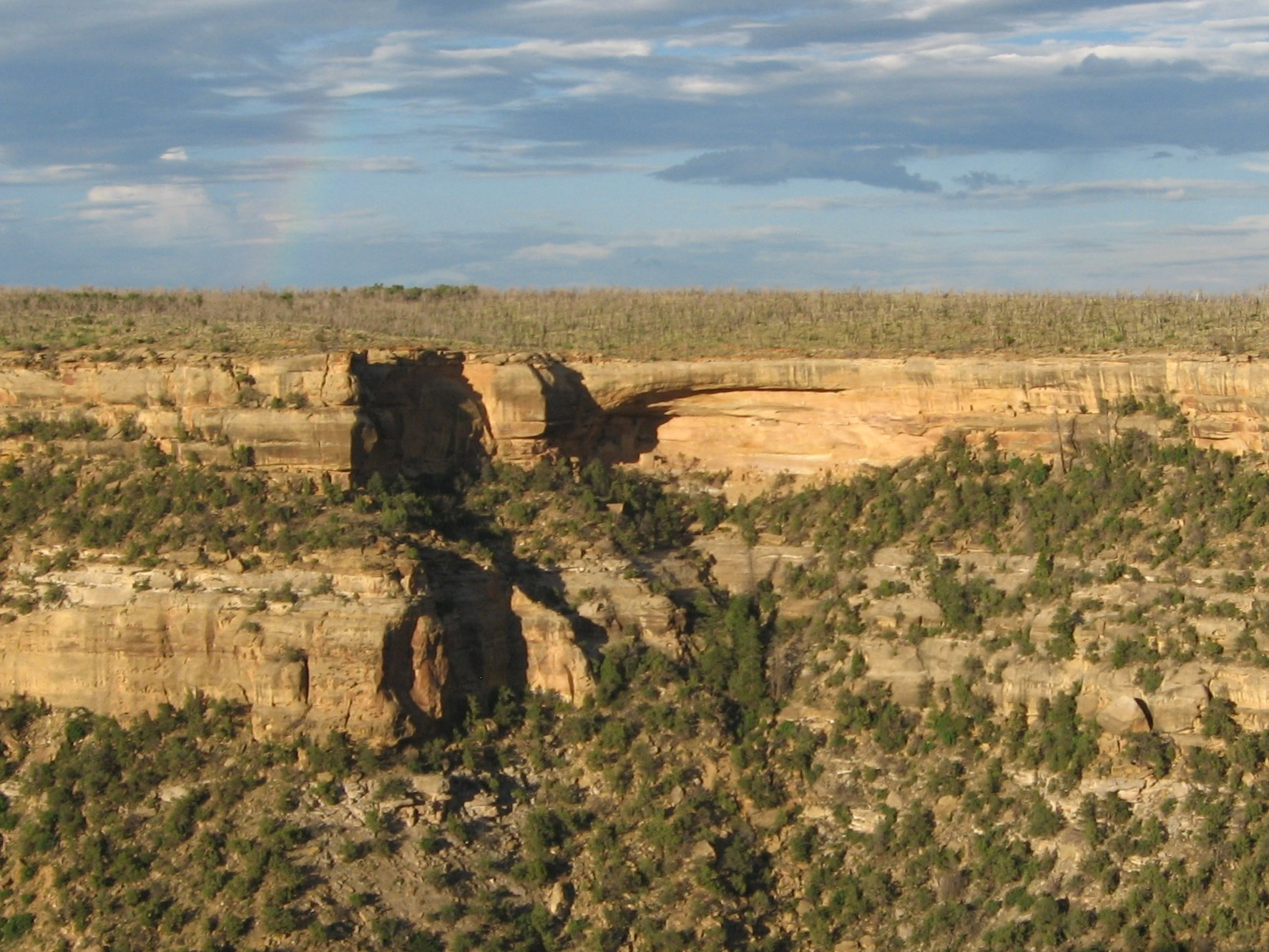
Hemenway House im Nationalpark Mesa Verde

In der Archäologie engagierte sie sich vor allem bei der Förderung von Archäologinnen. 1886 finanzierte sie mit einem anfänglichen Stipendium von 100.000 US-Dollar die „Hemenway Southwestern Archaeological Expedition“ zur Erforschung der Pueblo-Kulturen. Die Expedition wurde bis 1889 von Frank Hamilton Cushing und danach bis zum Tod von Mary Hemenway 1894 von Jesse Walter Fewkes geleitet. Die schriftlichen Aufzeichnungen wurden vom National Museum of the American Indian erworben, die gesammelten Objekte wurden dem Peabody Museum of Archaeology and Ethnology der Harvard University gespendet und dort als „Hemenway Collection“ eingerichtet. Eine Sammlung mit Aufnahmen von Liedern der Hopi und Zuñi wurde auf 17 Phonographenwalzen veröffentlicht. Als Anerkennung ihrer finanziellen Unterstützung der archäologischen Expeditionen wurde im Mesa-Verde-Nationalpark das „Hemenway House“ nach ihr benannt.
Mary Hemenway starb am 6. März 1894 an einem Diabetischen Koma in ihrem Haus in Beacon Hill. Testamentarisch legte sie die Gründung von Stiftungen fest, die ihre philanthropische Arbeit weiterführen. Sie wurde auf dem Mount Auburn Cemetery neben ihrem Mann und ihren beiden vor ihr verstorbenen Töchtern Alice und Charlotte beerdigt.